# Legia Warszawa (hokej na lodzie)
HUKS Legia Warszawa – polski klub hokejowy z siedzibą w Warszawie, utworzony w 1927 – jako sekcja hokeja na lodzie wielosekcyjnego Wojskowego Klubu Sportowego Legia Warszawa. Trzynastokrotny mistrz Polski. Czołowa polska drużyna lat 50. i 60. XX wieku (m.in. 18 razy na podium mistrzostw kraju).

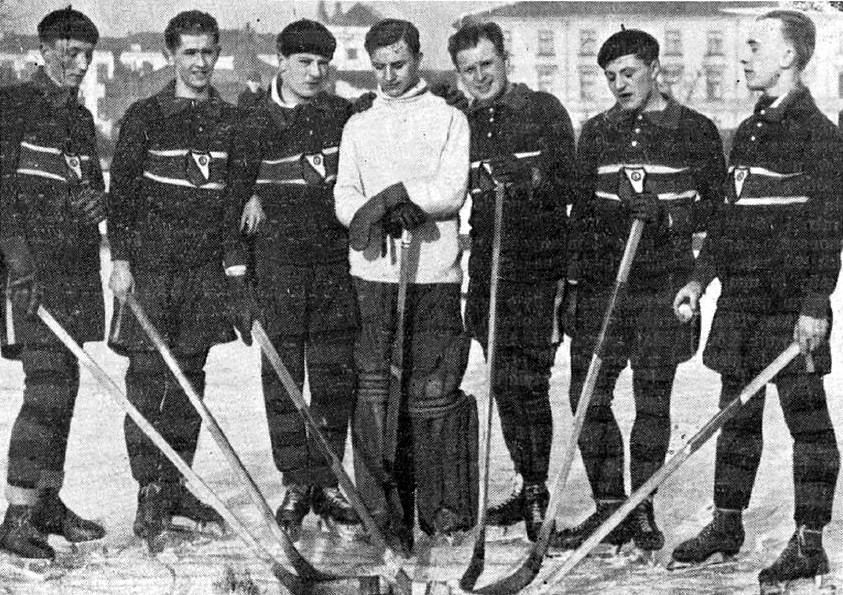
Legia – mistrz Warszawy w styczniu 1928

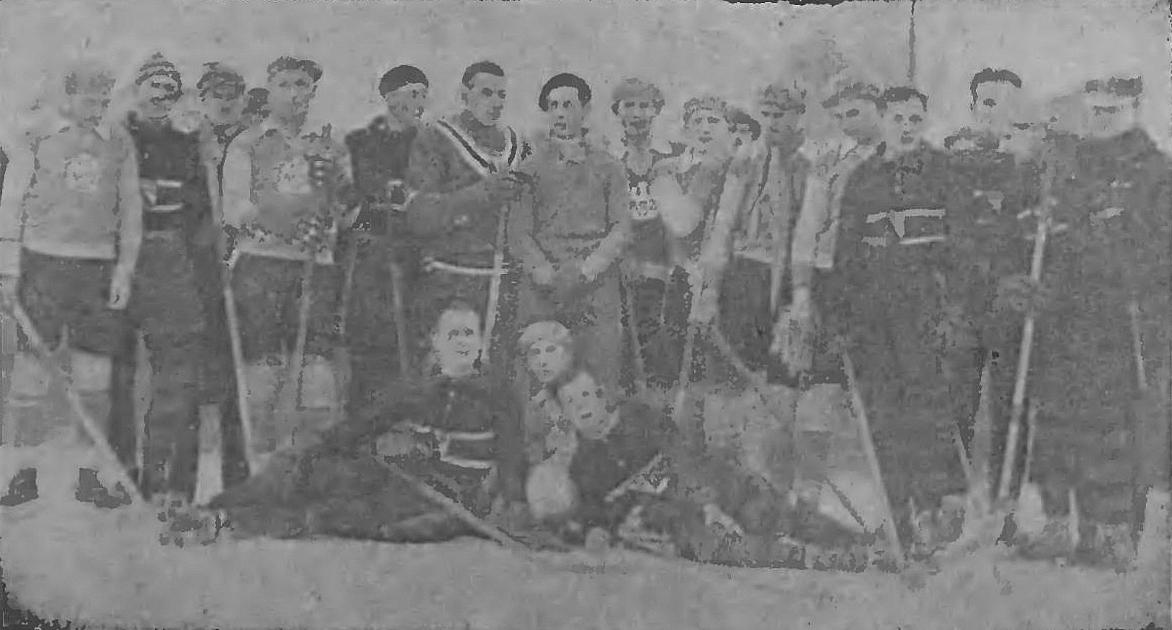
Drużyny Legii Warszawa i AZS Wilno przed meczem na MP 1928/1929

## Historia

### Okres międzywojenny
Pierwszy oficjalny mecz hokejowy w Warszawie rozegrano 11 lutego 1917 w dzielnicy Dynasy, natomiast sekcję hokeja na lodzie Legii Warszawa założono w połowie 1927 roku. Skład zespołu opierał się na byłych zawodnikach Warszawskiego Towarzystwa Łyżwiarskiego, którzy w wyniku nieporozumień z władzami klubu w grudniu 1927 roku przeszli do Legii Warszawa. Swój pierwszy w historii mecz drużyna ta rozegrała 31 grudnia 1927, pokonując 3:0 AZS Wilno, a kilka godzin później rozgromiła Cracovię 14:1. W styczniu 1928 Legia zdobyła mistrzostwo Warszawy. W mistrzostwach Polski (MP) Legioniści po raz pierwszy wzięli udział w Zakopanem w 1928 roku, wywalczając srebrny medal (tytuł mistrza Polski zdobył AZS Warszawa), a za dobrą postawę w całym sezonie powołanie do reprezentacji narodowej otrzymali Szejnach i Pastecki. W kolejnym sezonie drużyna wygrała regionalną grupę eliminacyjną A, zaś w turnieju finałowym MP zajęła 3. miejsce. W tym też roku Legia rozegrała swój pierwszy mecz międzynarodowy przegrywając na turnieju w Krynicy 0:3 z węgierskim BKE Budapeszt. W kolejnych mistrzostwach Legioniści ponownie wygrali grupę eliminacyjną A, a w finałach zdobyli brązowy medal. W 1931 warszawianie wywalczyli 2. miejsce ulegając w finale 0:1 AZS Warszawa. W następnym roku mistrzostwa nie odbyły się z powodu Igrzysk Olimpijskich w Lake Placid, na które pojechał legionista Kazimierz Materski. W 1933 Legia sięgnęła po pierwsze mistrzostwo kraju. W finale rozgrywanym w Katowicach zmierzyła się z Pogonią Lwów i w pierwszym meczu bezbramkowo zremisowała. W drugim spotkaniu rozegranym o 1:30 w nocy padł remis 1:1. Rozstrzygnięcia nie przyniosły dwie dogrywki, wobec czego działacze PZHL przyznali tytuł obydwu zespołom. Legia zagrała w składzie: Przeździecki, Głowacki, Kawiński, Rybicki, Szabłowski, Jelski, Szejnach, Pastecki, Materski. W kolejnych latach starty w turniejach o mistrzostwo Polski nie były udane i Legia plasowała się poza podium. Po roku 1936 z klubu odeszli do innych warszawskich drużyn czołowi zawodnicy, wobec czego sekcja praktycznie przestała działać.

### Reaktywacja i okres dominacji
Po zakończeniu II wojny światowej sekcję hokeja na lodzie reaktywowano w 1946 roku. Do tego zadania oddelegowano oficera wojska polskiego Henryka Czarnika, który przed wojną grał w Cracovii Kraków. Kadrę klubu tworzyli, bramkarze: Henryk Przeździecki, Henryk Lamer, obrońcy: Czarniak, Krasowski, Bielawski, Leonardziak, napastnicy: Naciążek, Koperczyński, Świcarz, Dolewski, Ślusarczyk, Matula, Szymański. Swój pierwszy mecz Legioniści rozegrali na własnym lodowisku 22 grudnia 1946 roku przeciwko Żyrardowiance, zwyciężając 17:4. Bramki w tym spotkaniu strzelili 7x Dolewski, 4x Świcarz, 3x Naciążek, Szymański, Bielawski, Leonardziak. W 1947 roku w Warszawie rozegrano zawody o awans do turnieju półfinałowego mistrzostw Polski. Wzięły w nim udział cztery zespoły: Legia, Radomiak, Żyrardowianka oraz Lublinianka. Z kompletem zwycięstw awans uzyskała Legia. W turnieju półfinałowym legioniści przegrali w dwumeczu z ŁKSem Łódź 3:4 w Łodzi 8 stycznia i 0:2 w Warszawie 12 stycznia. Mecz w stolicy rozgrywany był w trudnych warunkach atmosferycznych przy obficie padającym śniegu. W 1949 roku Legia zajęła trzecie miejsce w Mistrzostwach Polski. Dwa lata później drużyna Legii wywalczyła pierwsze mistrzostwo i zapoczątkowała serię siedmiu tytułów mistrzowskich z rzędu. Pod koniec grudnia 1957 Legia rozegrała inauguracyjne spotkanie w nowo wybudowanym „Pałacu Sportowym” w Łodzi pokonując Spartaka Moskwa 4:2. W 1958 roku Wojskowi osiągnęli wicemistrzostwo, a rok później ponownie wywalczyli mistrzostwo. Legia wygrywała ligę jeszcze w 1959, 1961, 1963, 1964 roku. Pod koniec grudnia 1960 hokeiści Legii ulegli czechosłowackiej drużynie Tesla Pardubice 2:3 w ramach rozgrywek Interligi. Ostatnie mistrzostwo Polski Wojskowi zdobyli w 1967 roku. Przed startem rozgrywek z funkcji trenera zespołu odwołany został Antonin Haukvic, który wrócił do Czechosłowacji. Natomiast z drużyny po odbyciu zasadniczej służby wojskowej odeszli bramkarz Kosyl, obrońca Rakowski oraz napastnicy Stolecki i Karbowski. Posadę szkoleniowca objął były bramkarz Legii Edward Kocząb. Trzon zespołu tworzyli doświadczeni gracze, Janiczko (w Legii od 1952), Kurek (1954), Gosztyła (1955), Skotnicki (1957), Manowski (1958) oraz Dutkiewicz (1960). Pozostałą część drużyny stanowili wychowankowie WKS Legii, bramkarz Ryczko, obrońca Antoniewicz, napastnicy Komorski i bracia Kaczorkowie. Legioniści wygrali ligę wyprzedzając w tabeli GKS Katowice. Najlepszym strzelcem rozgrywek z 32 trafieniami został legionista Józef Manowski, a w punktacji kanadyjskiej najlepszy okazał się inny gracz Legii Włodzimierz Komorski (26 goli i 25 asyst). Było to ostatnie mistrzostwo wywalczone przez Legię. W sezonie 1976/1977 Legia zajęła 10. miejsce i spadła do II ligi. W kolejnym sezonie Warszawianie o awans do I ligi rywalizowali z KTH Krynica. Po czterech meczach był remis 2:2. Decydujący był mecz rozegrany na lodowisku w Janowie 23 marca 1978 roku, w którym Legia wygrała 7:4. W 1981 roku w wyniku problemów finansowych sekcję przeniesiono do Krynicy, jednak z powodu braku sztucznego lodowiska nie została dopuszczona do rozgrywek. W rzeczywistości oznaczało to likwidację sekcji. Od początku 1982 w sezonie II ligi 1981/1982 występująca w tych rozgrywkach drużyna KTH Krynica przyjęła nazwę KTH Legia po dokonanej fuzji ligowej z warszawską sekcją hokejową. Doniesienia o możliwej reaktywacji hokeja w Warszawie pojawiły się przy awansie drużyny Legii KTH z II ligi 1984/1985 do ekstraklasy 1985/1986.

### Odbudowa klubu i przekształcenia

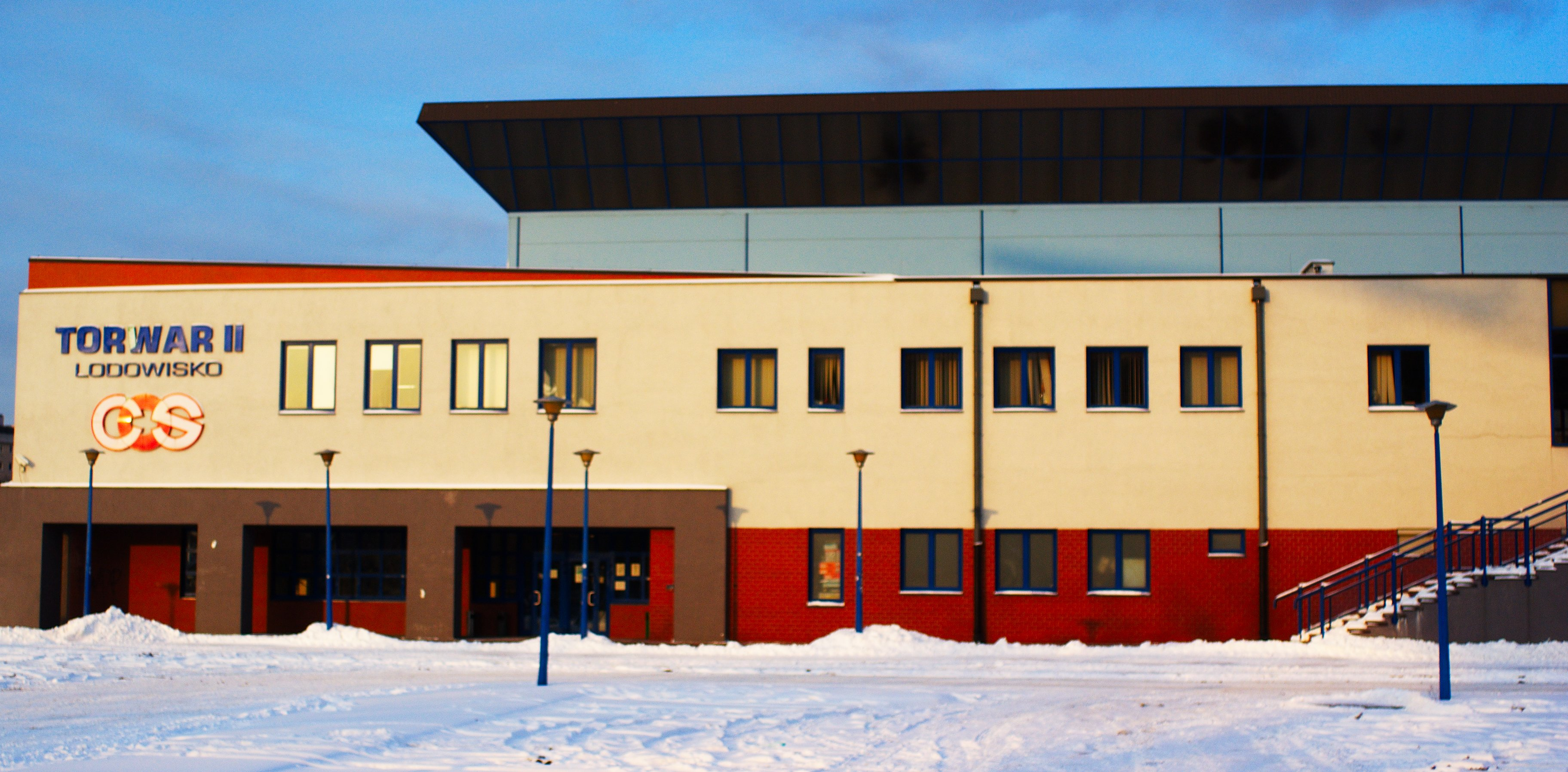
Lodowisko Torwar II

W latach 90. XX wieku ponownie wskrzeszono hokej na lodzie w stolicy, a przyczyniło się do tego przede wszystkim oddanie do użytku hali lodowej Torwaru. Początkowo zespół działał pod szyldem Klubu Sportowego Damis. Od 2004 roku istnieje Uczniowski Hokejowy Klub Sportowy Mazowsze, który od sezonu 2005/2006 występował w I lidze jako klub hokeja pod nazwą UHKS Mazowsze / Legia Warszawa.
Mimo otrzymania licencji na sezon 2012/2013, 21 sierpnia 2012 roku zarząd klubu wstępnie ogłosił wycofanie drużyny z rozgrywek. Następnie dzięki determinacji zawodników i sympatyków zespołu, w wyniku przekształcenia z UHKS Mazowsze Legia Warszawa (prezesem był Piotr Demiańczuk) powstał HUKS Legia Warszawa i zadeklarował występy w I lidze. W styczniu 2013 roku zaprezentowano nowe logo klubu HUKS Legia.
Drużyna Legii nie została zgłoszona do rozgrywek I ligi w sezonach 2015/2016, 2016/2017.

## Sukcesy

### Krajowe
- Mistrzostwa Polski:
  - 1. miejsce (13): 1933, 1951, 1952, 1953, 1954, 1955, 1956, 1957, 1959, 1961, 1963, 1964, 1967
  - 2. miejsce (7): 1928, 1931, 1958, 1960, 1962, 1965, 1966
  - 3. miejsce (3): 1929, 1930, 1949
- Mistrzostwa Polski juniorów:
  - 2. miejsce (2): 1961, 1963

### Indywidualne
Zwycięzca klasyfikacji kanadyjskiej:
- 1963: Józef Manowski (63 punkty)
- 1964: Józef Manowski (28 punktów)

## Poszczególne sezony
Wyniki ze wszystkich sezonów Legii Warszawa
- połowa 1927: Powstanie klubu
- 1928: 2. miejsce w Mistrzostwach Polski
- 1929: 3. miejsce w Mistrzostwach Polski
- 1930: 3. miejsce w Mistrzostwach Polski
- 1931: 2. miejsce w Mistrzostwach Polski
- 1932: MP nie odbyły się
- 1933: Mistrzostwo Polski
- 1934: 4. miejsce w Mistrzostwach Polski
- 1935: b.d. miejsce
- 1936: MP nie odbyły się
- 1937: b.d. miejsce
- 1938: MP nie odbyły się
- 1939:  b.d. miejsce
- 1940-45: Rozgrywki zawieszone z powodu II wojny światowej
- 1946: b.d. miejsce
- 1947: b.d. miejsce
- 1948: MP nie odbyły się
- 1949: 3. miejsce w Mistrzostwach Polski
- 1950: b.d. miejsce
- 1951: Mistrzostwo Polski
- 1952: Mistrzostwo Polski
- 1953: Mistrzostwo Polski
- 1954: Mistrzostwo Polski
- 1955: Mistrzostwo Polski
- 1956: Mistrzostwo Polski
- 1957: Mistrzostwo Polski
- 1958: 2. miejsce w I lidze
- 1959: Mistrzostwo Polski
- 1960: 2. miejsce w I lidze
- 1961: Mistrzostwo Polski
- 1962: 2. miejsce w I lidze
- 1963: Mistrzostwo Polski
- 1964: Mistrzostwo Polski
- 1965: 2. miejsce w I lidze
- 1966: 2. miejsce w I lidze
- 1967: Mistrzostwo Polski
- 1968: 4. miejsce w I lidze. 1 runda Pucharu Europy
- 1969: 9. miejsce w I lidze
- 1970: 5. miejsce w I lidze
- 1971: 7. miejsce w I lidze
- 1972: 6. miejsce w I lidze
- 1973: 10. miejsce w I lidze (spadek)
- 1974: 1. miejsce w II lidze (awans)
- 1975: 7. miejsce w I lidze
- 1976: 9. miejsce w I lidze
- 1977: 10. miejsce w I lidze (spadek)
- 1978: 1. miejsce w II lidze (awans)
- 1979: 7. miejsce w I lidze
- 1980: 5. miejsce w I lidze
- 1981: 8. miejsce w I lidze (spadek)
- 1982-2005: klub w likwidacji
- 2006: 6. miejsce w I lidze
- 2007: 6. miejsce w I lidze
- 2008: 9. miejsce w I lidze
- 2009: 7. miejsce w I lidze
- 2010: 3. miejsce w I lidze
- 2011: 5. miejsce w I lidze
- 2012: 4. miejsce w I lidze
- 2013: 4. miejsce w I lidze
- 2014: 4. miejsce w I lidze
- 2015: 7. miejsce w I lidze
- 2016: niezgłoszenie do rozgrywek
- 2017: niezgłoszenie do rozgrywek

## Legia w europejskich pucharach
Dotychczas hokeiści Legii rozegrali dwa spotkania w ramach rozgrywek o europejskie puchary. Doszło do nich w sezonie 1967/1968, a rywalem w dwumeczu 1. rundy Pucharu Europy był fiński Porin Ässät. Legioniści okazali się dwukrotnie gorsi, ulegając najpierw 3:6, a następnie 2:6. Oba spotkania zostały rozegrane w Finlandii, ponieważ gospodarze zaproponowali Legii korzystne warunki.
| Sezon     | Rozgrywki     | Runda | Przeciwnik  | Dom                 | Wyjazd              | Ogólnie |
| --------- | ------------- | ----- | ----------- | ------------------- | ------------------- | ------- |
| 1967/1968 | Puchar Europy | 1R    | Porin Ässät | 1:6 (1:2, 0:2, 0:2) | 6:3 (3:2, 2:0, 1:1) | 4:12    |

## Szkoleniowcy
W przeszłości trenerami Legii byli: Henryk Czarnik, Bolesław Kolasa, Franciszek Głowacki, Henryk Przeździecki, Mieczysław Palus, Antonin Haukvic, Marian Jeżak, Walentin Sieniuszkin, Ludwik Dutkiewicz, Anatolij Firsow, Konstantin Łoktiew, Marian Pysz, Lubomir Witoszek, Zbigniew Stajak, Stanisław Małkow.
- Henryk Bromowicz (?–?)
- Henryk Przeździecki (1953–1957)
- Walentin Sieniuszkin (1972–1974)
- Anatolij Firsow (1977-1979)
- Konstantin Łoktiew (1978-1980)
- Marian Pysz (05.09.2005 – 04.05.2007)
- Lubomir Witoszek (01.07.2007 – 04.05.2008)
- Stanisław Małkow (05.05.2008 – 25.10.2010)
- Zbigniew Stajak (25.10.2010 – 21.06.2012[20])
- Lubomir Witoszek (od 10.09.2012)

## Zawodnicy

### Legioniści na Igrzyskach Olimpijskich
- 1928 Sankt Moritz: Stanisław Pastecki, Karol Szenajch
- 1932 Lake Placid: Kazimierz Materski
- 1936 Garmisch-Partenkirchen: Henryk Przeździecki
- 1948 Sankt Moritz: Zygmunt Ginter, Henryk Przeździecki
- 1952 Oslo: Michał Antuszewicz, Kazimierz Chodakowski
- 1956 Cortina d'Ampezzo: Kazimierz Chodakowski, Rudolf Czech, Bronisław Gosztyła, Szymon Janiczko, Edward Kocząb
- 1964 Innsbruck: Bronisław Gosztyła, Henryk Handy
- 1976 Innsbruck: Leszek Kokoszka
- 1980 Lake Placid: Bogdan Dziubiński, Leszek Jachna, Andrzej Janczy

### Królowie strzelców z Legii w rozgrywkach ligowych
| Sezon     | Poziom | Zawodnik           | Bramki |
| --------- | ------ | ------------------ | ------ |
| 1962/1963 | I      | Józef Manowski     | 60     |
| 1963/1964 | I      | Józef Manowski     | 28     |
| 1965/1966 | I      | Józef Manowski     | b.d.   |
| 1966/1967 | I      | Józef Manowski     | 32     |
| 2011/2012 | II     | Mateusz Bepierszcz | 26     |

### Kadra w sezonie2013/2014
(Na podstawie materiału źródłowego:)
| Bramkarze: - Piotr Kurzątkowski - Bartosz Maza - Michał Strąk - Krzysztof Zborowski Obrońcy: - Rafał Cychowski - Jarosław Grzesik - Jakub Jaskólski - Damian Kran - Marcin Pawłowski - Tomasz Pawłowski - Paweł Popielarz - Michał Porębski - Rafał Solon - Maciej Stępski - Mariusz Szaniawski |  | Napastnicy: - Robert Bartoszewicz - Mateusz Białek - Łukasz Bułanowski - Jakub Kosobucki - Jakub Kubicki - Szymon Maciejewski - Grzegorz Rostkowski - Jakub Serwiński - Mateusz Solon - Karol Szaniawski - Karol Szaniawski - Bryan Świderski - Karol Wąsiński - Patryk Wąsiński - Aleksander Wolski - Wojciech Wróblewski |